# The Clock That Went Backward
The Clock That Went Backward ist eine im September 1881 erstmals anonym in der Zeitschrift The Sun veröffentlichte Kurzgeschichte des US-amerikanischen Schriftstellers und Herausgebers Edward Page Mitchell. Es handelt sich um die erste bekannte Erzählung einer (fiktiven) Zeitreise mithilfe einer Zeitmaschine (der rückwärts gehenden Uhr des Titels) sowie auch um die erste Beschreibung eines Zeitparadoxons.

## Handlung
Zwei Brüder erleben in Maine gegen Ende des 19. Jahrhunderts, wie ihrer alten Tante Gertrude, deren Familiengeschichte in der holländischen Stadt Leiden beginnt, ihre extrem alte Uhr aufzieht, deren Zeiger sich nie bewegt haben, dies nun aber tun – nur eben rückwärts. Dabei gibt sie sich seltsam und stirbt schließlich mit einem spitzen Schrei, schafft es aber noch, die Zeiger der Uhr wieder auf ihren alten Stand zu bringen: auf Viertel nach Drei.
Der Ich-Erzähler erbt nun praktisch ihr ganzes Vermögen, während sein Bruder Harry, der eigentlich ihr Liebling war, nur die alte Uhr erhält. Die Uhr, vor Jahrhunderten in Leiden vom Uhrmacher Jan Lipperdam erbaut, geht nach wie vor nicht. Dennoch nehmen die Brüder sie mit nach Leiden, wo sie, gemäß den Bestimmungen des Testaments ihrer Tante, die Universität besuchen sollen. Auch dort bleiben alle Bemühungen, den Mechanismus zu reparieren, vergebens. Doch die beiden Brüder beginnen, sich stark für die Geschichte der Stadt zu interessieren. Sie freunden sich mit dem Philosophieprofessor Van Stopp an, der eine gewisse Ähnlichkeit mit ihrer verstorbenen Tante aufweist. Er bringt ihnen die Geschichte der Belagerung der Stadt durch die Spanier näher, während der die Walloner versuchten, unbemerkt in die Stadt einzudringen, daran aber durch einen unbekannten Helden gehindert wurden.
Eines Abends, in der Wohnung der Brüder, erzählen sie Professor Stopp von der Uhr; er weist darauf hin, dass nur ein müder Geist die Möglichkeit einer gegen den konventionellen Strom fließenden Zeit leugnen würde, und zieht die Uhr auf.
Plötzlich finden die drei sich in einer von Donner erschütterten Stadt wieder; auf den Straßen fordern die Menschen, sich den Spaniern zu ergeben, um nicht zu verhungern. Der Bürgermeister, sagen sie, hat leicht Reden mit seiner Forderung, auf die eventuell nahende Hilfe zu warten. Er habe einen Keller voller Lebensmittel. In der Menge ergreift seine Tochter das Wort, die diese Anschuldigungen zurückweist und den Sprecher einen spanischen Spion nennt; der greift sie an, doch Harry kommt ihr zu Hilfe.
Nun hält der Bürgermeister eine Rede gegen das Aufgeben; mit dem aufkommenden Wind wird die helfende Flotte kommen. Man blickt in die Ferne, hofft auf ein Zeichen. Gegen Morgen erschüttert eine Explosion die Stadt. Man rast dorthin und findet, dass bereits Widerstand organisiert wurde. Harry ist der unbekannte Held, der das unbemerkte Eindringen verhindern konnte; und auf den Barrikaden steht Professor Stopp alias Jan Lipperdam. Der Bürgermeister lernt Harry kennen, als Retter seiner Tochter und der Stadt. Der Ich-Erzähler drängt Harry, mit ihm zurück in ihre Wohnung zu kommen, doch dieser lehnt ab.
Einige Tage später befindet sich der Ich-Erzähler wieder im Leiden des späten 19. Jahrhunderts, wo er sich seine Wohnung nur mit der alten Uhr der Tante Gertrude teilt.

## Einfluss
Diese erste Zeitreiseerzählung mit einem (mehr oder weniger) technischen Hilfsmittel hat nach ihrer Zuordnung natürlich die Frage aufgeworfen, ob der normalerweise als Vater der modernen Zeitreiseromane genannte H.G. Wells diese kannte; eine Antwort bleibt uns die Literaturgeschichte bislang schuldig. Unbestritten ist, dass er durch die familiären Verstrickungen seiner Protagonisten (der Bruder des Ich-Erzählers wird zu einem seiner Vorfahren) auch erstmals Grundbestandteile des Zeitreisegenres beschrieben hat, die beispielsweise in der Zurück-in-die-Zukunft-Serie später sehr populär wurden.